# Salome Schneebeli
Salome Schneebeli (* 1962 in Männedorf) ist eine Schweizer Tänzerin, Choreografin und Künstlerin. Sie lebt in Zürich und Wien. 2010 gewann sie das Werkjahr der Stadt Zürich und 2012 einen Atelieraufenthalt in Paris.

## Leben und Wirken

### Ausbildung, Tanz und Performance
Salome Schneebeli studierte Tanz und Choreografie in New York, Strasbourg und Amsterdam. Seit 1988 arbeitet sie als Tänzerin und Performerin mit Sasha Waltz, Robert Steijn, Gonnie Heggen, Fumi Matsuda, David Moss, Frans Poelstra, Z'ev und Simone Aughterlony zusammen.

### Arbeit als Choreografin
Seit 1997 übernimmt Salome Schneebeli Choreografieaufträge – unter anderen für das Stück die Götter weinen von Dennis Kelly (Inszenierung: Anna Badora) – für Häuser wie das Schauspielhaus Zürich, Theater Basel, Schauspielhaus Bochum, Thalia Theater Hamburg, Nationaltheater Mannheim, Schauspiel Frankfurt, Schauspiel Leipzig, Schauspielhaus Graz und Burgtheater Wien. Sie arbeitet mit Regisseuren wie Niklaus Helbling, Victor Bodó, Anna Badora und Ingo Berk zusammen.
Für Junges.Theater Bremen choreografierte sie 2020 das Stück Anderssein, Am Theater Basel wirkt sie beim kollektiven Klangexperiment mit Kindern trallalalitrallalala mit, das in der Spielzeit 2021/22 uraufgeführt wird.
Ihre eigenen Stücke wurden in der Schweiz – Theaterspektakel Zürich, Theaterhaus Gessnerallee Zürich, Kaserne Basel, Festival de la Cité Lausanne – und an Internationalen Festivals in Frankreich, Deutschland, Ägypten, Amerika und Georgien gezeigt.
In der Spielzeit 2014/15 zeichnete Salome Schneebeli für die Choreografie von Anna Badoras Eröffnungsinzenierung Die Götter weinen von Dennis Kelly verantwortlich. Die Premiere erfolgte am 25. September 2014 auf der Hauptbühne.

### Künstlerisches Schaffen
Seit 2008 beschäftigt sie sich auch mit dem Medium Video. Ihre Videoarbeit Waiting man. Part I & II entstand 2008 in Kairo. 2012 gründete sie mit der Videokünstlerin Heta Multanen und dem Szenografen das Künstlerkollektiv Das morphologische Institut und realisierte Arbeiten wie 2013 den Film Collision Course, 2014 die Performance Heimatschauer. Eine Art Landesausstellung und 2016 die Produktionen Auf den Spuren von Rudolf von Laban, Rongbong Refugee 47 und Geister, Gäste und wilde Tiere sowie die Ausstellung DADA anders, die im Haus Konstruktiv in Zürich gezeigt wurde.
2020 veröffentlichte Salome Schneebeli den Post Auf dem dritten Planeten von der Sonne aus gesehen im Culturmag.

### Lehrtätigkeit
Schneebeli übernimmt regelmässig Lehraufträge an der Zürcher Hochschule der Künste ZHdK, am Tanzwerk 101 Zürich, an der Oper Kairo und dem Konservatorium Tbilisi.